# Montañas Malaya
Las montañas Malaya son una cadena de montañas que se menciona en el Matsia puraná, el Kurma puraná, y las epopeyas del Ramaiana y el Majábharata. 
Se cree que estas montañas se encuentran en la parte más al sur de los Ghats occidentales (hacia el sur de Palakkad), mientras que la parte norte de los Malaya son las montañas Sajia.
Según los textos sánscritos, las cumbres de las montañas Malaya son superiores a los de las montañas Sajia.
Los picos más altos son el Anaimalai y el Nila Giri (‘montaña azul’).
En la época del Ramaiana y el Majábharata, y más tarde en el período registrado histórico, la cordillera Malaya podría haber estado en el medio de los reinos Chera y Pandia.
- Datos: Q6741564